# Inspekteur der Bundespolizei

Kfz-Stander des Inspekteurs des BGS bzw. der Bundespolizei 1965–2008

Dienstgradabzeichen seit 2001 (bis 2005 auf grünem Tuch)

Der Inspekteur der Bundespolizei war als Polizeivollzugsbeamter der deutschen Bundespolizei zuletzt Leiter der Unterabteilung B II des Bundesministeriums des Innern. Er erfüllte ex officio die berufliche Funktion des Grenzbeauftragten des Innenministeriums. Ferner war der Amtsinhaber der ranghöchste Uniformträger der Bundespolizei und in die Besoldungsgruppen B 7 der Besoldungsordnung B eingruppiert.
Das Amt wurde im Jahr 1951 als Inspekteur des Bundesgrenzschutzes geschaffen. Seit der Umbenennung des Bundesgrenzschutzes in Bundespolizei am 1. Juli 2005 lautete die Bezeichnung Inspekteur der Bundespolizei.
Im Rahmen der Neuorganisation der Bundespolizei ist die Funktion des Inspekteurs der Bundespolizei zum März 2008 auf das neu geschaffene Amt des Präsidenten des Bundespolizeipräsidiums übergegangen.
Einziger Inhaber des Amtes war vom 1. Juli 2005 bis 31. Dezember 2007 Udo Burkholder. (Seit dem 21. März 2001 bereits 
Inspekteur des Bundesgrenzschutzes)